# 同轴电缆
同軸電纜（英語：Coaxial cable）是一種電線及訊號傳輸線，一般是由四層物料造成：最內裡是一條導電銅線，線的外面有一層塑膠（作絕緣體、電介質之用）圍攏，絕緣體外面又有一層薄的網狀導電體（一般為銅或合金），然後導電體外面是最外層的絕緣物料作為外皮。根据尺寸来分同轴电缆则有不同标准规格，从1/8英寸到9英寸直径不等。

## 歷史
- 1880年─奧利弗·黑維塞在英格蘭取得同軸電纜的專利權（專利權號碼1,407）。
- 1884年─維爾納·馮·西門子在德國取得同軸電纜的專利權。
- 1941年─在美國，AT&T鋪設了第一條商用同軸電纜。並在明尼蘇達州的明尼阿波利斯連至威斯康辛州的史第分·普穎特。它所使用的L1系統能容納一條電視頻帶或480條電話線路。
- 1956年─全球第一條橫渡大西洋的同軸電纜──TAT-1（Transatlantic No. 1）已經鋪設好。

## 種類
- 内外导体之间根据绝缘介质不同主要分为：
  - 泡沫绝缘电缆：其中泡沫绝缘电缆的绝缘体是由物理發泡聚乙烯材料构成；泡沫绝缘电缆一般用在电信行业，

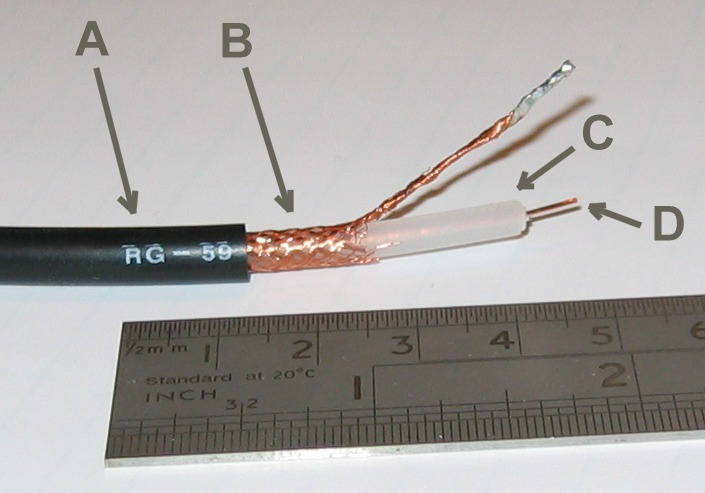
一條普通（RG-59）的同軸電纜
A：電線外皮
B：網狀導電層
C：塑膠絕緣體
D：中心的銅線

    - 在泡沫绝缘射频同轴电缆中，又根据传输性质分为传输电缆和洩波電纜（LCX, Leaky Coaxial cable）两种。传输电缆即是普通馈线，主要用于射频信号传输，而洩波電纜则在于其外部导体上有成百上千个小孔（或槽），这些孔对应成众多的射频发射点，从而使功率可以沿电缆进行多点辐射，从而集信号传输和信号发射与接收功能于一体，具有同轴电缆和天线的双重作用，专门用于一些公路、铁路隧道、地铁、楼宇、矿井、大型展览馆或者机场等无线信号传播受限和难以覆盖的区域。当前泡沫绝缘射频同轴电缆主要是被用作GSM、CDMA、UMTS、LTE等蜂窝移动通信系统的射频信号传输电缆，除此之外，也还有一些其它应用，例如天线阵列间的连接、射频设备间的连接或者跳线以及室内覆盖系统。

  - 空气绝缘电缆。空气绝缘是指内外导体之间的绝缘介质为空气，内导体是依靠与外导体之间的一种绝缘固体介质螺旋支撑。空气绝缘电缆一般用于各种大功率的射频传输。
- 根据外导体形状，同轴电缆又分为：
  - 波纹同轴电缆。一般来说，波纹电缆具有比较好的灵活与可靠性，弯曲半径性能相比直壁更好。因此行业内主要都采用波纹管外导体同轴电缆。
  - 直壁同轴电缆。
- 根据外导体材质不同，目前传输电缆主要分铜馈线和铝馈线两大类别。铝电缆因为其相对于国际铜材价格波动巨大而本身价格浮动比较小，因此具有比较好的成本优势。由于铝电缆的内导体仍采用铜作为传播介质，因此其电气性能和铜外导体电缆相当，运营商也慢慢接受这一新馈线种类。

## 端子
同軸端子，或稱接頭。可視為短、剛性電纜，設計上須具有與電纜相同的標準阻抗，RF訊號也不會從接口位置穿透或損失。高品量的電纜往往鍍銀或鍍金，品質較低的也會鍍錫。雖然銀很容易被氧化，但氧化銀也是導電的，因此舊了也不會對效果有太大影響。

## 應用
短距離的同軸電纜一般也會用於家用影音器材或是業餘無線電設備中。此外，也曾經被廣泛使用在乙太網的連接，直至被雙絞線和光纖所取代。
長距離的同軸電纜常用作電台或電視台網絡中的电视信号线。未來有被其它高科技器材漸漸取代的趨勢，如：T1/E1、人造衛星等。但由於同軸電纜相對便宜且早已鋪設完成，因而沿用至今。
泡沫绝缘同轴传输电缆
- 蜂窝移动通信系统
- 微波通信系统
- 短波国防系统
- 宽带网络
- 陆地移动无线电系统

洩波電纜
- 隧道及地下室覆盖（公路隧道、铁路隧道、地铁）
- 商用移动通信服务和专用通信服务。例如隧道內FM廣播，改善隧道內無法接收無線廣播訊號的問題
- 大型建筑物的无线通信覆盖，如机场、园区等
- 轨道交通信号系统

混合光纖同軸電纜
- 高速寬頻網路

空气绝缘电缆
- AM和FM廣播電台
- 无线模拟电视和无线数字电视
- MDS和MMDS